# Leverpostej
El leverpostej (danés), lifrarkæfa (islandés), leverpostei (noruego), leverpastej (sueco) o leverpastei (neerlandés) es un paté de hígado de cerdo. Es un alimento untable popular en el norte de Europa, muy parecido al braunschweiger alemán.

## En Dinamarca

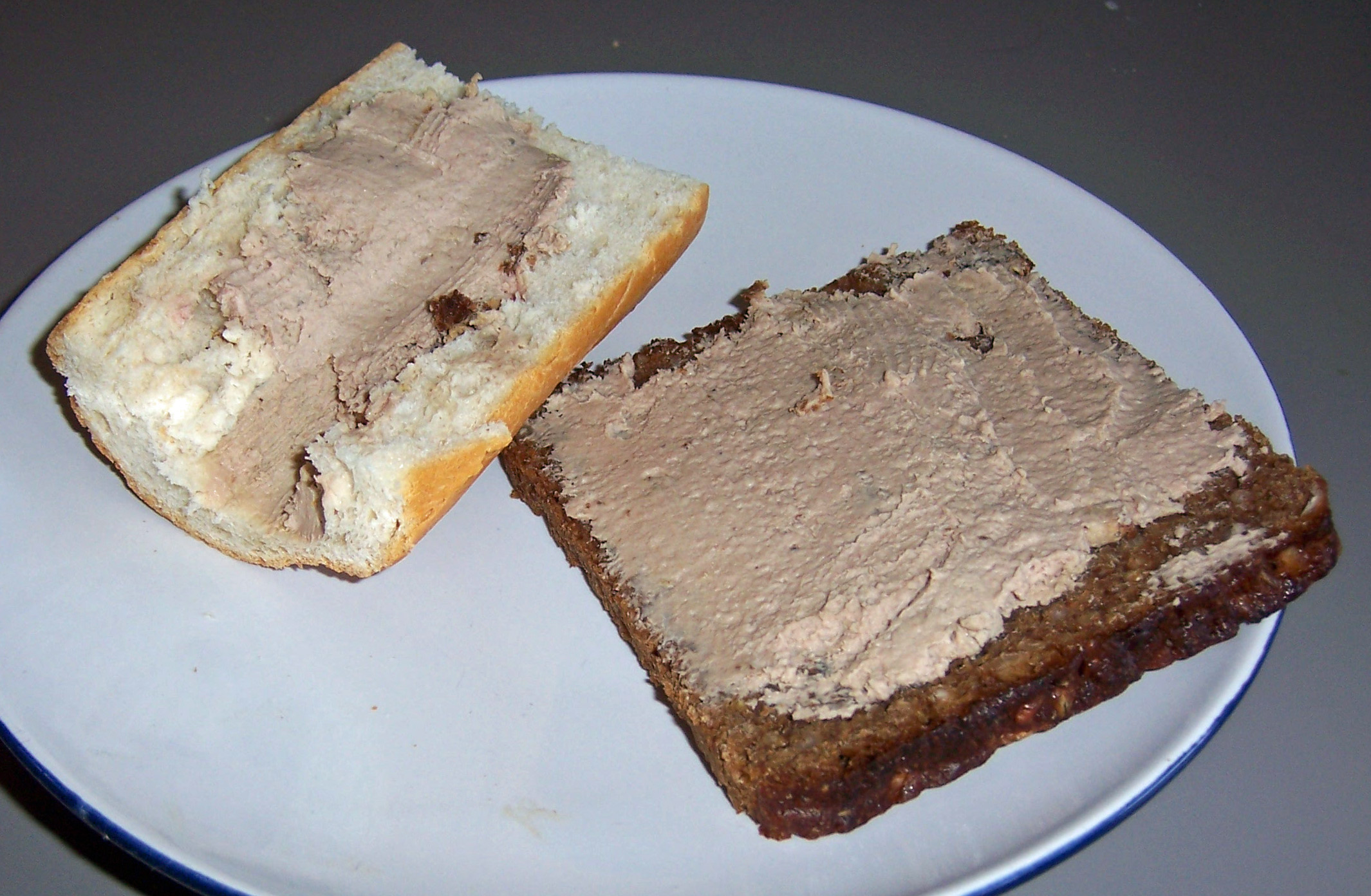
Baguete y rugbrød con leverpostej.

En Dinamarca el hígado se tritura para obtener una pasta a la que se añaden hierbas, sal, pimienta y otros condimentos. Entonces se unta en una rebanada de pan y se hornea.
El leverpostej se corta o se unta en pan oscuro de centeno danés (rugbrød) y se come como un sándwich abierto. También puede cubrirse con diversos encurtidos, como remolacha, cebolla o pepino. También es tradicional poner una rodaja de saltkød sobre el leverpostejmad.
Una variante más extravagante es el sándwich sin tapar (smørrebrød) llamado dyrlægens natmad (literalmente ‘tentempié de medianoche del veterinario’): sobre un trozo de pan oscuro de centeno se unta una capa de leverpostej y se cubre con una rebanada de corned beef (salt kød) y una loncha de aspic de carne (sky). Todo esto se decora con aros de cebolla crudos y berros.
El leverpostej también se sirve templado sobre pan de centeno, o a veces en baguetes calientes llamadas Franskbrød. Es tradicional cubrirlo con lonchas de panceta y champiñones salteados.
El leverpostej fue introducido en Dinamarca en 1847 por un francés en Copenhague. En esa época se consideraba un artículo de lujo y era caro. Actualmente es común y tiene un precio razonable.
Stryhn's, firma fundada en 1945 en la isla de Amager, al sur de Copenhague, es uno de los principales productores daneses de leverpostej.  Su marca Grovhakket (literalmente ‘farsa gruesa’) ha sido la más vendida en Dinamarca las últimas décadas.